# طريق أكتوبر (مسلسل)
طريق أكتوبر (باللاتينية: October Road) هو مسلسل أمريكي من شركة ABC بدأ في 15 مارس 2007 المسلسل يتحدث عن نيك جاريت الذي عاد لبلدته بعد عقد من الزمن.
المسلسل انتهي في موسمين ولم يجدد لموسم ثالث. بعد خبر إلغاء المسلسل قام كتاب المسلسل بكتابة حلقة من 10 دقائق كحلقة نهائية وصوروها مع الطاقم وصدرت مع قرص الدي في دي الخاص ب الموسم التاني

## الاحداث
نيك جاريت (براين جرينبرج) غادر بلدته قبل عقد من الزمن ليذهب في رحلة لاوروبا لاسابيع لكن الاسابيع تطول لتصبح عقدا من الزمن. نيك ترك خلفه صديقته هانا دانيلز (لورا بريبون) واعز اصدقائة ايدي لاتاكا وعائلته. نيك أصبح مؤلف وكاتب سيناريو مشهور يعيش في نيويورك بين الحفلات ز الارتباطات الاجتماعية ويعيش في شقة بطابقين لكنه بدأ يعاني من عرقلة الكتاب خلال كتابته لقصته الجديدة فقام وكيل أعماله بارساله لتقديم سمينار ليوم واحد في كلية محليه في بلدته نايتس ريدج في ماساتشوستس. نيك متحمس لعودته لبلدته لكنه يدرك ان هذا الإحساس غير متبادل على الرغم من ترحيب عائلته واصدقائه الحار.هانا أصبح عندها ابن (سام) عشر سنوات وبسبب سنه نيك يسأل إذا كان الطفل ابنه البيولوجي. ايدي مستاء من نيك لتركه الخطط التي قاموا بوضعها معا لمستقبلهم المهني، وكذلك لتصوير نيك لشخصيته كشخص احمق في كتابه. واخرون مستائون من اشياء كتبها نيك في كتابه عن البلدة. لاحقا نيك سيتأقلم علي العودة لبلدته وسيعرف ان كل شئ لن يكون كما كان في السابق.

## روابط خارجية
- طريق أكتوبر على موقع IMDb (الإنجليزية)
- طريق أكتوبر على موقع ميتاكريتيك (الإنجليزية)
- طريق أكتوبر على موقع روتن توميتوز (الإنجليزية)
- طريق أكتوبر على موقع كينوبويسك (الروسية)
- طريق أكتوبر على موقع ألو سيني (الفرنسية)
- طريق أكتوبر على موقع قاعدة بيانات الفيلم (الإنجليزية)